# 本郷次雄
本郷 次雄（ほんごう つぐお、1923年11月1日 - 2007年4月2日）は、日本の菌類学者。滋賀大学名誉教授。理学博士（京都大学）。専門は菌類分類学。

## 経歴
滋賀県出身。1946年、広島文理科大学生物学科卒業。大学では、堀川芳雄の指導を受ける。
1951年、滋賀大学学芸学部助手。講師、助教授を経て、1968年、滋賀大学教育学部教授。1989年、名誉教授。この間、滋賀大学教育学部附属小学校長や同附属幼稚園長事務取扱併任。元日本菌学会会長（1987年～1989年）。アメリカ菌学会名誉会員。
ハラタケ目を中心に、日本の多くのキノコを分類し学名をつけた。その功績により、2003年に第13回南方熊楠賞（自然科学の部）を受賞した。

## 著書
研究者向けだでなく、大衆を対象にした図鑑も多い。著作の一部はデジタル化されており、国立国会図書館デジタルコレクションなどで公開されている。
- 『原色日本菌類図鑑（保育社の原色図鑑23）』（今関六也共著、保育社、1957年 国立国会図書館書誌ID:000000971921 doi:10.11501/1376650
- 『原色日本菌類図鑑 続（保育社の原色図鑑42）』（今関六也共著、保育社、1965年 国立国会図書館書誌ID:000001064353 doi:10.11501/1380688
- 『きのこ（カラー自然ガイド）』保育社、1973年 国立国会図書館書誌ID:000001119047 doi:10.11501/12636607
- 『原色日本新菌類図鑑 I（保育社の原色図鑑75）』（今関六也共著、保育社、1987年） ISBN 4-586-30075-2 doi:10.11501/12602076
- （監修）『検索入門きのこ図鑑』（上田俊穂著、伊沢正名写真、保育社、1985年） ISBN 4-586-31010-3 doi:10.11501/14333329
- 『きのこの生活と分布』（北海道きのこの会、1988年） 国立国会図書館書誌ID:000001979835 doi:10.11501/13645427
- 今関六也・本郷次雄・大谷吉雄『日本のきのこ』山と溪谷社、1988年　ISBN 4635090205
- 『原色日本新菌類図鑑 II（保育社の原色図鑑76）』（今関六也共著、保育社、1989年）　ISBN 4-586-30076-0 doi:10.11501/12602077
- 『本郷次雄博士教授論文選集』、滋賀大学教育学部生物学研究室、1989年
- （監修）『福井のきのこ』（福井きのこ会著・編、福井新聞社、1995年） ISBN 4-938833-03-4
- （監修）『石川のきのこ』（池田良幸著、北國新聞社、1996年） ISBN 4-8330-0933-1 doi:10.11501/14217610
- （監修）『静岡のきのこ』（静岡木の子の会著、静岡新聞社、1997年） ISBN 4-7838-0534-2 doi:10.11501/14220343
- （監修）『青森のきのこ』（長沢栄史ほか著、グラフ青森、1998年） ISBN 4-906315-00-3 doi:10.11501/14220392
- （監修）『愛媛のキノコ図鑑：分類別にみる』（沖野登美夫著、愛媛新聞社、）ISBN 4-900248-58-4 doi:10.11501/14220220
- （監修）『九州で見られるきのこ：なば』（下田道生・塩津孝博著、環境調査研究所、2001年） ISBN 4-9980892-2-6
- 本郷次雄『きのこの細道』トンボ出版、2003年　ISBN 4887161468